# Cuis Smalltalk
 (juillet 2016).
Si vous disposez d'ouvrages ou d'articles de référence ou si vous connaissez des sites web de qualité traitant du thème abordé ici, merci de compléter l'article en donnant les références utiles à sa vérifiabilité et en les liant à la section « Notes et références ».
Cuis Smalltalk est une version de Smalltalk dérivée du dialecte Squeak.
Juan Vuletich l'a créé à l'origine pour faciliter son travail sur Morphic 3, une nouvelle interface graphique expérimentale pour Squeak.
Cuis a été annoncée publiquement en mars 2009 sur la liste de distribution squeak-dev. Au fil des ans, une communauté a grandi autour de Cuis qui la reconnaît comme un dialecte Smalltalk autonome et viable.
Une variante de Cuis, appelée Cuis-University, est utilisée dans le cadre d'un cours d'enseignement à la programmation objet au département d'informatique de l'Université de Buenos Aires.

## Historique des versions
- Cuis 1.0, le 27 mars 2009
- Cuis 2.0, le 4 janvier 2010
- Cuis 3.0, le 14 janvier 2011
- Cuis 4.0, le 21 avril 2012
- Cuis 4.1, le 12 décembre 2012
- Cuis 4.2, le 25 juillet 2013
- Cuis 6.0, le 3 janvier 2022